# Acoblament molecular
En el camp de la simulació molecular, l'acoblament molecular (o docking) és un mètode que prediu l'orientació i la conformació preferida que adopta una molècula en interaccionar amb una altra.
L'acoblament es fa servir freqüentment per predir com una molècula petita s'uneix de forma no covalent a una proteïna i també l'afinitat i l'activitat de la molècula petita. Per aquesta utilitat, l'acoblament molecular té un paper molt important en la indústria farmacèutica com a eina per a desenvolupar un disseny racional de molècules actives.

## Parts de l'acoblament molecular
La tècnica de l'acoblament molecular clàssicament es divideix en dos parts. Primer el càlcul de conformacions tridimensionals que la molècula petita pot adoptar en la seva interacció amb el receptor; segon, l'execució de la funció de puntuació (o scoring function) que determina la bondat energètica de la conformació proposada per l'algorisme de cerca conformacional.
Els algorismes de cerca conformacional, normalment, estan basats en mètodes estocàstics, com poden ser els algorismes genètics. Mentre que les funcions de puntuació són mètodes aproximatius d'estimació energètica que prediuen l'energia necessària per establir la interacció química entre les dues molècules.

## La recerca en acoblament molecular a Catalunya
Existeixen múltiples investigadors a Catalunya especialitzats en aquesta àrea, com el Juan Fernández-Recio del BSC-CNS, Javier Luque de la Universitat de Barcelona, o Xavier Barril d'ICREA.